# سرور کسمایی
سرور کسمایی رمان‌نویس و مترجم اهل ایران است که از سال ۱۳۶۲ خورشیدی در فرانسه زندگی می‌کند. او که از دوران تحصیل در ایران زبان فرانسه را آموخته، نوشته‌های خود را به دو زبان فارسی و فرانسه منتشر می‌کند. همچنین در کارنامهٔ او چندین ترجمه از نویسندگان معاصر ایرانی موجود است.

## زندگی
کسمایی در خانواده‌ای ایرانی و دوستدار زبان و ادبیات فرانسه در تهران زاده شد و تحصیلات خود را در دبیرستان فرانسوی‌زبان رازی به پایان رساند. او در سال ۱۳۶۲ خورشیدی، در حالی‌که دانشگاه‌های ایران تعطیل شده‌بود، به‌همراه خانواده‌اش به فرانسه رفت و تحصیل در رشتهٔ زبان و ادبیات روسی را در آنجا آغاز کرد. پس از دورهٔ سه ساله، در کنکور اعزام دانشجو شرکت کرد و موفق به اخذ بورسی یکساله از دانشکدهٔ ادبیات دانشگاه مسکو شد.

## ترجمه‌ها
- رفتن، ماندن، بازگشتن؛ شاهرخ مسکوب